# Thương mại Đàng Ngoài thời Lê trung hưng

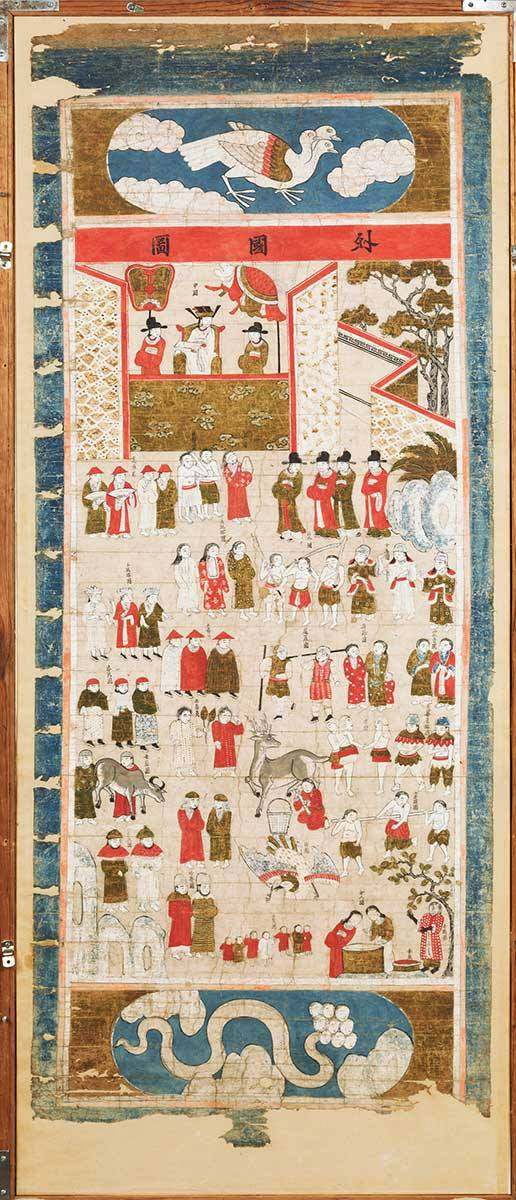
Sứ thần triều cống và chức sắc Chăm pa, Lan Xang, Ayutthaya, Taungoo, Demak, Khơme, Lan Na, Ba Tư, Lưu Cầu,... yết kiến triều đình nhà Lê ở Thanh Hóa (tranh thế kỷ 16)

Thương mại Đàng Ngoài thời Lê trung hưng bao gồm các hoạt động thương mại trong và ngoài nước của miền bắc Đại Việt thời Lê trung hưng dưới quyền cai quản của vua Lê-chúa Trịnh.
Do nước Đại Việt thời Lê trung hưng bị chia làm hai, mỗi nửa dưới một chính thể khác nhau nên các hoạt động thương mại hai miền tách biệt trên thực tế.
Vì nhu cầu phát triển kinh tế hàng hóa trong nước và tác động của luồng quan hệ mậu dịch quốc tế, thương mại Đàng Ngoài có những bước phát triển đáng kể, biểu hiện bằng sự mở rộng của mạng lưới chợ địa phương, sự phong phú của lượng hàng hóa trao đổi và sự tăng trưởng mạnh mẽ của hoạt động ngoại thương.

## Nội thương

### Chợ
Xem chi tiết: Chợ chùa
Chợ là trung tâm kinh tế của nông thôn, là nơi trao đổi hàng hóa của một xã hay một làng. Tại đây người nông dân và thợ thủ công mang sản phẩm mình sản xuất được như lương thực, thực phẩm, công cụ lao động, đồ dùng gia đình… ra chợ để mua bán, trao đổi.
Có nhiều hình thức chợ: chợ hàng ngày, chợ họp phiên, chợ cuối năm có tính chất nghi lễ. Địa điểm họp chợ là những nơi rộng rãi, dễ lưu thông như bến sông, trục đường… Hầu hết các làng ở vùng đồng bằng đều có chợ, những chợ vùng (lớn) có phiên kế tiếp nhau vào những ngày lẻ, chẵn quanh năm, vì thế người dân một vùng có thể đi hết chợ này đến chợ khác.
Tại vùng trung du và vùng núi, mật độ chợ thưa hơn. Hàng hóa chính ở đây là lâm thổ sản, mọi người mang đến bán hoặc đổi lấy nhu yếu phẩm từ miền xuôi.
Ngoài ra thời kỳ này còn xuất hiện chợ chùa (hay chợ Tam bảo) họp tại các sân, bãi cạnh các chùa và thu nhập từ chợ được đưa lại cho chùa quản lý.

### Luồng buôn bán trao đổi
Sự phát triển của kinh tế hàng hóa đã dẫn đến sự hình thành các luồng buôn bán lưu thông hàng hóa giữa các vùng trong nước. Kinh thành Thăng Long, hay Kẻ Chợ, là đầu mối hai tuyến buôn bán dài ngược lên phía bắc và xuôi xuống phía nam là: Kẻ Chợ - thượng du và Kẻ Chợ - Thanh Nghệ:
- Từ các trấn đồng bằng, gạo muối, hàng thủ công tập trung về Kẻ Chợ đi lên thượng du; từ thượng du các hàng lâm thổ sản như gỗ, tre, mật ong, quế, hồi… và các loại khoáng sản xuôi về Kẻ Chợ.
- Từ Thanh Nghệ, các thuyền đinh lớn xuôi theo ven biển rồi ngược sông Hồng hoặc sông Đáy, mang các đặc sản miền Trung và ven biển như muối, mắm, cá khô đến cung cấp cho Kẻ Chợ và tỏa đi các trấn đồng bằng, vươn tới các chợ vùng hay chợ xã.

Các thương nhân nổi tiếng trường vốn và buôn bán dài tuyến, dài ngày thời kỳ này gồm có họ Phan ở Trung Liệt (Từ Sơn, Bắc Ninh), người làng Như Phượng (Văn Giang, Hưng Yên).
Xu thế phát triển của kinh tế hàng hóa khiến cho một số làng Bắc Bộ thay đổi hướng làm ăn. Đó là những trường hợp làng Đa Ngưu (Hưng Yên) chuyên buôn thuốc bắc khắp mọi nơi; làng Báo Đáp có nghề dệt vải và nghề nhuộm nhưng trong quá trình tiếp xúc thị trường đã tìm ra nguồn lợi lớn từ buôn bán, do đó họ chuyển hết sang nghề buôn. Làng Phù Lưu ở Bắc Ninh vốn có chợ hình thành từ thời Lê Sơ, người dân cũng có xu hướng chuyển sang buôn bán và chợ Phù Lưu trở thành chợ lớn. Ngoài ra, còn có những làng chuyển sang buôn bán khác như Đan Loan (Hải Dương), Đồng Tỉnh, Xuân Cầu (Hưng Yên), Đông Ngạc (Hà Nội).
Dù bị các chúa Trịnh và chúa Nguyễn ngăn cấm, giữa Đàng Trong và Đàng Ngoài vẫn có luồng buôn bán trao đổi không chính thức. Các thương nhân ở Sơn Nam và Thanh Nghệ mang hàng theo đường biển vào bán ở cảng Thanh Hà; từ cảng này hàng hóa Đàng Trong lại được chuyển ra Đàng Ngoài, theo như ghi chép của Lê Quý Đôn: "Chiếu, đường từ Quảng Nam chở ra, đồ gốm từ Thổ Ngõa chở vào". Khi Hoàng Ngũ Phúc đánh chiếm Phú Xuân đã tìm thấy trong kho chúa Nguyễn rất nhiều tiền nhà Mạc đúc do các thương gia Đàng Ngoài mang vào giao dịch; ngược lại tiền kẽm do các chúa Nguyễn đúc cũng theo thuyền buôn Thanh Nghệ ra Đàng Ngoài.

### Các trung tâm buôn bán

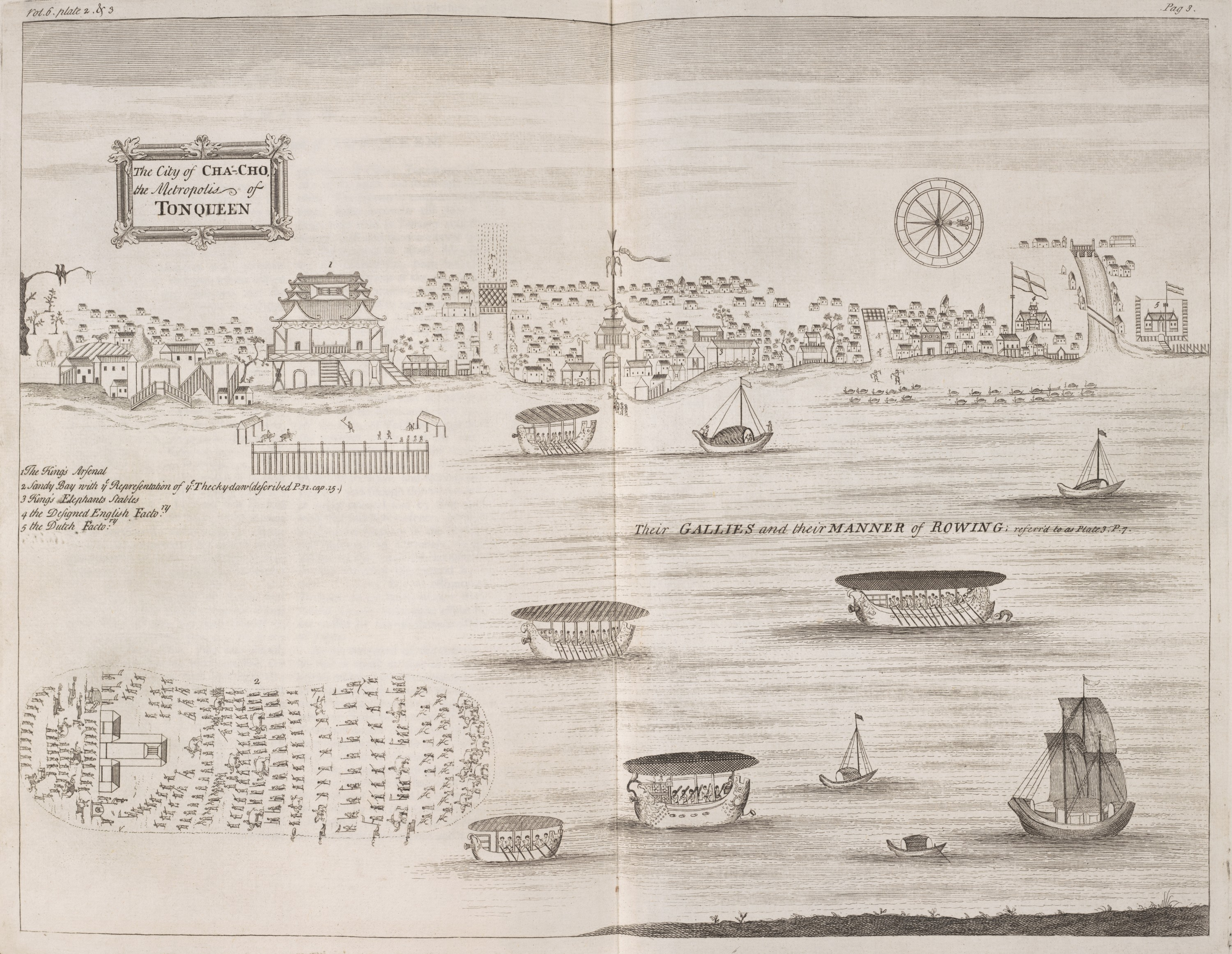
Tranh giáo sĩ Phương Tây vẽ cảnh Thăng Long - Kẻ Chợ - tòa lầu cao to nổi bật được cho là lầu Ngũ Long của chúa Trịnh

Thăng Long vẫn đóng vai trò là trung tâm giao dịch lớn nhất của Đàng Ngoài như các đời trước. Ngoài nhu cầu tiêu dùng của vua Lê và chúa Trịnh, nơi đây còn có nhiều phường nghề thủ công như phường giấy Yên Thái, phường lụa Thụy Chương, phường bạc Đông Tác, phường sơn Nam Ngư, phường đồng Ngũ Xã… cùng các phường buôn bán như phường Đồng Xuân, phường Gia Ngư, phường Hội Vũ, phường Kim Cổ. Những phường làm nghề thủ công thì bán sản phẩm ra tại chỗ, phường buôn bán thường kinh doanh chuyên sâu một số mặt hàng như Hàng Lược, Hàng Hài, Hàng Tre, Mã Mây, Hàng Muối…
Alexandre de Rhodes mô tả Thăng Long - Kẻ Chợ vào thế kỷ 18 trong sách Lịch sử vương quốc Đàng Ngoài: "rộng và dài khoảng 6.000 bước, phố phường rộng có thể đi 10 - 12 con ngựa; dân số khoảng 1 triệu người; có tới 50.000 người bán lẻ tại nhiều địa điểm trong thành phố và vì thế số người mua đông vô cùng".
Phố Hiến được xem là nơi đô hội thứ hai của Đàng Ngoài như câu truyền miệng đương thời: "Thứ nhất kinh kỳ thứ nhì phố Hiến". Chính sách hạn chế người nước ngoài đến buôn bán trực tiếp tại Thăng Long mà chỉ cho phép họ cư ngụ và lập thương điếm ở Vạn Lai triều (tức phố Hiến) cũng là cơ hội cho nơi đây phát triển buôn bán.
Vùng ngoại vi phố Hiến có 20 phường, trong đó có 8 phường thủ công như phường Hàng Giường, phường Hàng Ván, phường Hàng Sũ, phường Hàng Sơn, phường Hàng Nón… Các phường buôn bán là phường Hàng Cau, phường Hàng Cá, phường Hàng Cháo… Người Trung Quốc có mặt ở đây và kinh doanh buôn bán khá đông và lâu dài, có vai trò lớn nhất trong việc kinh doanh tại vùng này. Ngoài ra còn có cả người Anh, người Nhật, người Pháp, người Hà Lan, người Xiêm, người Bồ Đào Nha, người Malay…, trong đó người Hà Lan gắn bó lâu dài chỉ sau người Hoa.

### Thuế thương mại
Đàng Ngoài thi hành ba loại thuế là thuế sản vật, thuế tuần ty và thuế chợ. Loại thuế tuần ty đánh dấu sự phát triển của việc lưu thông hàng hóa, đồng thời phản ánh sự bóc lột của người cai trị đối với thương nhân.
Với thuế sản vật, triều đình thu bằng tiền hoặc hiện vật. Thuế đánh vào mọi ngành nghề sản xuất kinh doanh. Có lúc vì không đủ tiền nộp thuế, người dân đã phá cả dụng cụ sản xuất: vì thuế sơn nên đẵn cây sơn, vì thuế lụa nên chặt khung cửi, vì thuế gỗ nên bỏ rìu, vì thuế tôm cá nên giấu vó lưới.
Ngày càng có nhiều thứ thuế: ban đầu chỉ có 400 loại, sau tăng lên hàng vạn loại thuế. Vì thuế ngày càng nặng và nhiều và tệ tham nhũng của quan lại khiến thương nhân phải nợ thuế, giá cả tăng cao. Do tình trạng các tuần ty tham nhũng, năm 1663 chúa Trịnh Tạc đã ra lệnh bãi bỏ 23 tuần ty, năm 1723 bãi bỏ 2 sở, đến năm 1743 chúa Trịnh Doanh bãi bỏ hẳn việc thu thuế tuần ty.
Thuế chợ cũng trở thành gánh nặng cho dân. Vì sự tham nhũng của quan lại, nhiều chợ đã phải chạy trọt để xin thành chợ chùa nhằm tránh thuế.

## Ngoại thương
Khác với thời Lê Sơ thực hiện chính sách đóng cửa đối với ngoại thương, các chúa Trịnh thực thi chính sách mở cửa với nước ngoài. Ngoài những đối tác truyền thống từ phương Đông, thời kỳ này đã có thêm các đối tác từ phương Tây.

### Các đối tác phương Đông

#### Trung Quốc
Việc buôn bán giữa người Việt và người Hoa trên đường bộ diễn ra thường xuyên dọc theo biên giới phía bắc. Hàng xuất khẩu sang Trung Quốc là lâm thổ sản, hồ tiêu, cau, sa nhân, đường trắng; hàng nhập khẩu về là các nhu yếu phẩm như sa, đoạn, gấm vóc, vải, thuốc bắc, quần áo, tất, kính, giấy bút, mực, kim, cúc áo, bàn ghế, đồ đồng, hoa quả (cam, lê, táo, hồng), lương thực (bột mì, bánh, miến, trứng muối, bắp cải, đậu phụ, nấm hương). Vì qua lại thường xuyên, người Hoa nắm được thị hiếu của người Việt, thường mang sang những mặt hàng triều đình cần dùng để được giảm thuế và những mặt hàng được người dân ưa chuộng để kiếm lãi cao.
Các lái buôn Trung Quốc đi đường biển thường xuất phát từ Triều Châu, Quảng Châu, Thiều Châu, Phúc Kiến. Các thuyền buôn vào cửa sông Bạch Đằng, sông Thái Bình và sông Đáy để đến Phố Hiến hoặc Kẻ Chợ.
Chúa Trịnh có quy định quản lý chặt chẽ những thương nhân người Hoa, nếu không có người quen hướng dẫn thì không được vào kinh thành; khi buôn bán ở Kẻ Chợ chỉ được cư trú tại Khuyến Lương không được ở lại kinh thành. Nhưng các thương nhân người Hoa vẫn không gặp nhiều khó khăn vì họ có sự hỗ trợ của những người Hoa sinh sống tại Đại Việt.
Ngoài vai trò buôn bán trực tiếp, Đại Việt còn là cảng xuất quan trọng cho các hàng Trung Quốc sang Nhật. Từ năm 1641 đến 1682, trên 40% số tơ nhập khẩu vào Nhật Bản do các thương nhân Trung Quốc mang đến từ Đại Việt.

#### Nhật Bản
Do chính sách cấm thông thương của nhà Minh, các thương nhân Nhật đã chuyển từ thị trường Trung Quốc sang thị trường Đại Việt và một số nước Đông Nam Á.
Hàng hóa người Nhật mang đến là đồng, lưu huỳnh, vũ khí, vải bông, giấy, yên ngựa; họ mua về tơ, vải thô, lụa, vải thưa, bạch đậu khấu, quế, thuốc nhuộm.

### Các đối tác phương Tây

#### Bồ Đào Nha
Các giáo sĩ và thương nhân Bồ Đào Nha là những người đầu tiên đặt chân đến Đại Việt.
Khác với các thương nhân phương Tây khác, các thương nhân Bồ Đào Nha không đại diện cho công ty nào và không đến cư ngụ, mở thương điếm. Họ chỉ thông qua các trung gian để gom hàng hóa hoặc giao dịch. Các thuyền Bồ Đào Nha đến Đại Việt đều xuất phát từ Ma Cao chiếm được của Trung Quốc và khi giao dịch xong họ cũng trở về Ma Cao.
Hàng hóa họ mang đến Đại Việt gồm có: vũ khí, chì, đồng, kẽm, diêm sinh, cánh kiến; họ mua về tơ lụa, đường, trầm hương, kỳ nam và cá khô.

#### Hà Lan

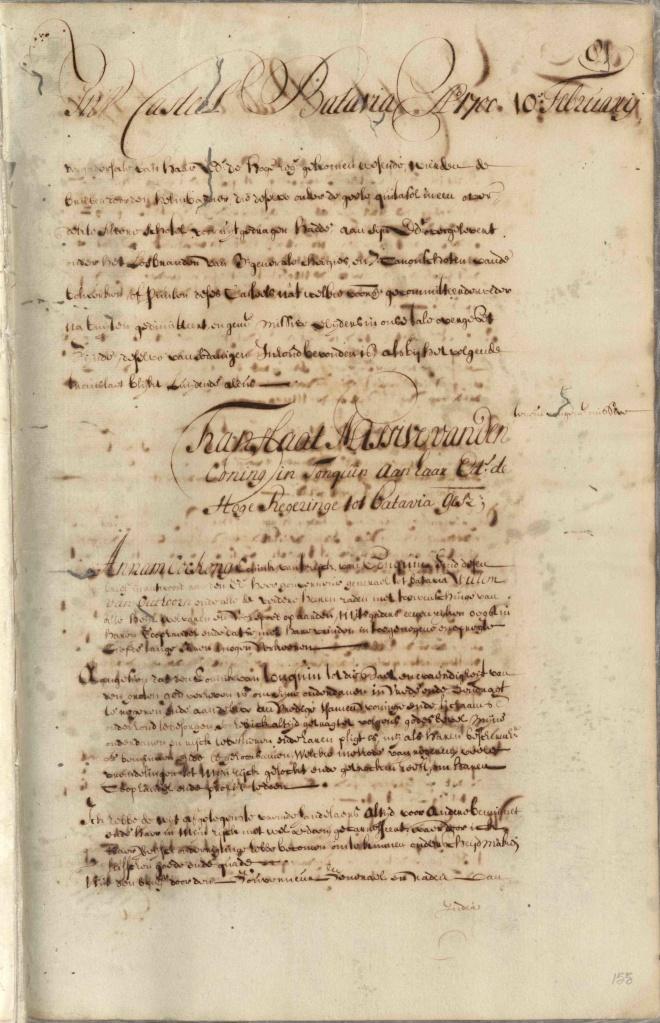
Thư của Đàng Ngoài bàn về việc chấm dứt quan hệ thương mại với công ty Đông Ấn Hà Lan, ngày 10 tháng 2 năm 1700

Các lái buôn Hà Lan tiếp cận với thị trường Đàng Ngoài qua các lái buôn Nhật Bản từ năm 1637. Dù đã dùng cách đút lót, các thương gia Hà Lan vẫn không được chúa Trịnh cho mở thương điếm ở Thăng Long mà chỉ được vào Phố Hiến. Đến năm 1644, họ mới thực hiện được ý định này.
Việc buôn bán này thực chất là sự trao đổi giữa 2 thương điếm của công ty Đông Ấn Hà Lan tại Nhật Bản (tên là Hirodo) và thương điếm ở Phố Hiến. Người Hà Lan mua bạc của Nhật để thanh toán cho các loại tơ (tơ Đại Việt và tơ Trung Quốc mua tại thị trường Đàng Ngoài), lụa, quế, sa nhân, đồ gốm... Hàng hóa mua từ Đại Việt được thu gom tại Phố Hiến và mang sang Nhật bán cho người Nhật.

#### Anh
Công ty Đông Ấn Anh bắt đầu chú ý đến Đại Việt từ đầu thế kỷ 17. Năm 1616, người Anh đến Đàng Ngoài buôn bán nhưng không có kết quả.
Năm 1672, người Anh quay lại. Năm 1673, họ được mở thương điếm ở Phố Hiến và sau chuyển lên Kẻ Chợ. Tuy nhiên, việc buôn bán của người Anh gặp khó khăn do phải thông qua các quan lại của triều đình Lê-Trịnh. Vì vậy, người Anh đóng cửa thương điếm vào năm 1697. Sau đó thỉnh thoảng các tàu Anh mới đến Đàng Ngoài và tới năm 1720 thì chấm dứt hẳn.

#### Pháp
Khi các thương nhân Pháp sang Đại Việt, họ được sự trợ giúp thông tin rất nhiều từ các giáo sĩ trong Hội truyền giáo hải ngoại.
Sau lần đầu không thành công năm 1669 do chính sách cấm đạo, năm 1680, người Pháp đã bắt đầu tiếp cận được thị trường Đàng Ngoài. Nhờ quan hệ tốt và hàng hóa bán rẻ hơn người Anh, người Pháp được mở thương điếm tại Phố Hiến.
Tuy nhiên, do hoạt động của thương điếm không hiệu quả và có dính dáng tới việc truyền đạo nên bị triều đình Lê-Trịnh nghi ngờ. Năm 1682, công ty Đông Ấn của Pháp phải rút lui khỏi Phố Hiến.

### Ảnh hưởng của ngoại thương đối với nền kinh tế
Ngoại thương Đại Việt đã có những bước tiến vượt bậc. Ngoài đối tác truyền thống đã có thêm nhiều đối tác phương Tây. Ảnh hưởng đối với nền kinh tế trong nước khi đó rất lớn:
- Một số ngành kinh tế trong nước được kích thích phát triển như ươm tơ, làm gốm, làm đường... Sản phẩm xuất khẩu nhiều, làm cho kinh tế hàng hóa phát triển, vì vậy nông nghiệp và thủ công nghiệp bớt đi tính tự cung tự cấp.
- Ngoại thương thúc đẩy buôn bán kinh doanh trong nước và giúp các thương nhân tích lũy thêm nhiều kinh nghiệm
- Tiếp cận với thị trường phương Tây giúp thị trường tiêu thụ của Đại Việt phát triển hiện đại hơn.
- Đánh thuế tàu thuyền nước ngoài đến buôn bán tạo nguồn thu cho chi tiêu của triều đình.

Tuy nhiên, ngoại thương thời kỳ này vẫn có một số hạn chế. Sang thế kỷ 18, thuyền buôn nước ngoài đến thưa dần. Sau thời kỳ hưng khởi, ngoại thương Đại Việt suy tàn vào cuối thế kỷ 18 do những nguyên nhân sau:
- Hạn chế trong chính sách ngoại thương của những người cầm quyền. Triều đình đặt ra nhiều thể lệ, quy định phiền hà; thủ tục đánh thuế tùy tiện, phân biệt thuyền phương Đông và phương Tây; thuế đánh cao hay thấp không phụ thuộc vào số lượng hàng hóa mà phụ thuộc vào sở thích tiêu dùng của triều đình. Chính sách độc quyền trong ngoại thương chỉ dành cho giới quý tộc và quan lại khiến nảy sinh tệ tham nhũng: các lái buôn phương Tây muốn mua hàng phải đặt tiền trước cho quan lại và không được mua trực tiếp từ dân, khiến họ bị thiệt thòi.
- Khi chiến tranh Trịnh-Nguyễn bùng nổ, hai chúa đều cần vũ khí và do đó việc mở rộng quan hệ với phương Tây là nhu cầu thiết thực. Khi chiến tranh chấm dứt (1672), chúa Trịnh (và cả chúa Nguyễn) không còn mặn mà trong việc buôn bán với người phương Tây. Khi mệt mỏi với việc xâm nhập thị trường Đại Việt, các thương nhân phương Tây lại bị thu hút bởi sự hé mở của thị trường Quảng Đông gần kề và chuyển qua đó.
- Tình hình các nước tư bản phương Tây không ổn định. Các cuộc chiến giành giật đất đai giữa Hà Lan và Tây Ban Nha, giữa Anh và Pháp cũng như các cuộc cách mạng tư sản tại đây gây ra biến động chính trị làm ảnh hưởng đến hoạt động buôn bán.